# 라마야나 워터파크
| 라마야나 워터파크 태국어: สวนน้ำรามายณะ                                                |                                                       |
|                                                                                       |                                                       |
| 좌표계: 북위 12° 45′ 04.59″ 동경 100° 57′ 45.66″ / 북위 12.7512750° 동경 100.9626833° |                                                       |
| 국가:                                                                                 | 태국                                                  |
| 위치:                                                                                 | 파타야, 촌부리 지방                                   |
| 개장:                                                                                 | 2016년 5월 5일                                        |
| 개장기간:                                                                             | 연중무휴                                              |
| 개장시간:                                                                             | 매일 오전 10시 — 오후6시                              |
| 면적:                                                                                 | 184,000제곱미터 / 45에이커                            |
| 수영장:                                                                               | 3개의 수영장                                          |
| 어트랙션:                                                                             | 21개                                                  |
| 홈페이지:                                                                             | ramayanawaterpark.com 보관됨 2020-12-10 - 웨이백 머신 |
| 라마야나 워터파크 - 위치                                                              |                                                       |
| 라마야나 워터파크 - 계획                                                              |                                                       |
| 라마야나 워터파크 - 개요                                                              |                                                       |

라마야나 워터파크(태국어: สวนน้ำรามายณะ)는 파타야(태국 촌부리 지방),  방콕에서 한시간 반 거리, 남부 파타야로부터 15키로 떨어진 곳에 위치한 워터파크이다.  라마야나 워터파크는 동남아시아에서 제일 큰 워터테마파크이다.

## 역사
라마야나 워터파크 프로젝트는 2011년에 시작되었으며 2011년 11월에공식을 완료하였다.
2016년 5월 17억 바트가 투자된 프로젝트는 마무리 되었으며, 2016년 5월 5일에 개장하였다.

## 공원개요
라마야나 워터파크는 18헥타르(45에이커/100라이) 규모로서, 아시아 최대 규모의 워터파크이다. 운영시간은 매일 오전 10시 – 오후 6시이다. 라마야나 워터파크는 파타야 중부로부터 남쪽 방향으로 20키로 떨어진 곳에 위치하고 있으며, 부처산(카오 치 찬)과 실버레이크 포도원 옆에 자리잡고있다.

## 워터파크 어트랙션
라마야나에는 총 21개의 유니크하고 다양한 워터 슬라이드가 있으며, 대표적인 시설에는 아쿠아코스터가 있다. 아쿠아코스터는 두개의 워터 슬라이드가 교차하면서 즐기는 워터 슬라이드로서, 하나의 슬라이드는 직경 6미터의 거대한 사이즈를 자랑하며, 워터제트펌프가 7번 이용자들을 밀어내면서 두 그룹이 동시에 탈 수 있는 아주 특별하고 거대한 사이즈를 자랑한다. 또 다른 유니크한 시설에는 레이지 리버로 안내하는 리버 슬라이드가가 있다. 스릴 넘치는 21개의 워터 슬라이드들 중에는 자유낙하 혹은 아쿠아루프와 같이 캡슐안에 들어가서 즐기는 슬라이드도 있으며, 포맷레이서나 아쿠아코스터와 같이 경주를 즐길 수 있는 슬라이드, 혹은 파이썬&아쿠아콘다와 부메랑고와 같이 래프트를 타고 즐기는 슬라이드 혹은 설페타인, 스파이럴과 리버 슬라이드와 같이 잔잔한 워터 슬라이드들 또한 준비되어 있다.
모든 슬라이드는 캐나다의 화이트 워터 웨스트의 기술로 설립되었다.
약 600미터의 레이지 리버는 다양한 파도와, 거품, 폭포등을 즐기면서 자연적으로 형성된 경사로를 따라 흘러가는 코스입니다. 라마야나 테마파크는 고대도시와 동굴, 조각상과, 잊혀진 도시등으로 구성되어 있다.
라마야나의 테마를 디자인한 ATECH는 홍콩 디즈니랜드와 리플리의 믿거나 말거나(타이-파타야) 와 같이 유명한 테마파크들을 디자인한 회사이다.
라마야나는 150미터의 넓은 공간에 더블 웨이브 풀을 가지고 있으며,  다른 워터파크들과는 달리 한 해변에서는 튜브를 이용해 즐길 수 있도록 구성되어있다. 또한, 풀바가 릴렉스 수영장에 자리잡고 있으며, 놀이를 즐길 수 있는 60미터의 엑티브 수영장 또한 준비되어있다.
라마야나는 특화된 두개의 아동 구역을 보유하고 있다. 하나는 물 놀이터 공간으로서 워터 스프레이가 분사되는 유아들을 위한 구역이다. 다른 구역은 워터 슬라이드들이 구비되어있으며, 물을 이용한 게임들과 등반 구역들이 구비되어있는 아동 이용 구역이다. 아동들은 또한 모든 수영장과 레이지 리버를 사용 가능하며, 야외 동굴 탐험이나 미로 탐험또한 즐길 수 있다.
라마야나에는 9개의 마실 수 있는 최고급 수질의 지하 우물이 있으며, 지하수들은 Pentair와 Wayfit에서 제공하는 정수 시스템으로 철저하게 관리되고 있다. 또한 라마야나는 자격증이있는 100명의 안전요원이 배치되어있다.

## 지상 어트랙션
라마야나는 육지에 즐길 수 있는 자연호수에 형성된 수상시장, 조강상, 강가 산책, 모래 놀이터, 코끼리와 폭포를 즐길 수 있는 등, 다양한 어트랙션을 제공하고있다. 라마야나 워터 파크는 아름다운 자연 호수인 실버레이크와 언덕 그리고 녹지에 둘러싸여있다.

## 시설
- 라마야나 워터 파크는 세계 각국의 대표 음식 약 100여가지를 판매하고 있으며, 아동 전용 레스토랑과 다양한 커피와 아이스크림 그리고 칵테일바를 보유하고있다.
- 40개의 휴식용 원두막이 렌트용으로 준비되어 있으며, 로커와 수건 또한 렌트가 가능하다.
- 쇼핑공간에서는 워터파크를 즐기는데 필요한 수영복, 선크림, 수건, 의복과 기념품 등을 판매하고 있다.
- 라마야나에서는 타이 마사지와 스파 서비스를 판매하고 있으며, 무료 와이파이 서비스를 제공하고 있다.
- 공원내에서의 음식, 마사지와 같은 모든 구매는 팔찌에 충천하는 현금 시스템으로 이용이 가능하며, 현금을 들고 다닐 필요가 없다.